# 松田憲忠
松田憲忠（まつだ のりただ、1971年 - ）は、日本の政治学者。専門は政治学（政治過程論）、行政学。青山学院大学法学部教授。

## 略歴
1990年早稲田大学高等学院卒、1994年早稲田大学政治経済学部政治学科卒。2005年同大学院政治学研究科博士課程単位修得退学。博士（政治学）早稲田大学。A.B.D. in Political Science: University of Pittsburgh.
北九州市立大学法学部専任講師（2004-2005年）、同助教授（2005-2007年）、同准教授（2007-2011年）、青山学院大学法学部准教授（2011-2015年）を経て、2015年より同教授。

## 著書
- 松田憲忠・竹田憲史編『社会科学のための計量分析入門―データから政策を考える』ミネルヴァ書房（2012年）
- 岡田浩・松田憲忠編『現代日本の政治―政治過程の理論と実際』ミネルヴァ書房（2009年）
- 松田憲忠・ 三田妃路佳編『 対立軸でみる公共政策入門 』法律文化社（2019年）

## 人物
大のヤドカリ好き。
青山学院大学で松田が担当する政治学原論において、ヤドカリの話を楽しそうに話すのが学生の間で話題となっている。しかし、猫が生理的に無理、犬もあまり好きではないという噂もある。
また、松田が描く絵は芸術的すぎて一般人では上下がわからないらしい。

## 論文
- 「選挙制度と市民の能力―今日の選挙制度改革論議は如何なる市民の能力を前提としているのか」『行政管理研究』 150: 17-26 2015年。
- 「選択としてのシティズンシップ・エデュケーション―市民参加のための教育は機能するのか？」『行政管理研究』 141: 17-30 2013年。
- 「「市民」のための高等教育―シティズンシップ・エデュケーションにおける大学」「北九州市立大学法政論集：吉村弘先生・中道壽一先生退職記念論文集』 40(4): 453-489 2013年。
- 「「税制の政治」は変わったのか，変わるのか―小泉政権とその後」『公共政策研究』日本公共政策学会年報 7号 2008年。
- 「政策過程における政策分析者―知識活用とガバナンス」『年報行政研究』（日本行政学会年報）41号 2006年。
- 「イシュー・セイリアンスと政策変化―ゲーム理論的パースペクティブの有用性」『年報政治学（日本政治学会年報）』 2006年。
- "Can Universities Supply Citizenship Education? A Theoretical Insight " Japanese Political Science Review 2: 89-110 2014.
- "Citizens in the Era of Governance: Citizen Participation and Active Citizenship" Interdisciplinary Information Sciences 15(2): 231-242 2009.
- "Policy Information Market: Policy Analysts' Strategies for Knowledge Utilization" Interdisciplinary Information Sciences 14(2): 155-165 2008.
- "Citizens' Governability and Policy Analysts' Roles in the Policy Process: A Theoretical Examination" Interdisciplinary Information Sciences 13(1): 117-127 2007.
- "Exceptionalism in Political Science: Japanese Politics, U.S. Politics, and Supposed International Norms" Electronic Journal of Contemporary Japanese Studies, Discussion Paper 4 2003.

## 所属学会
- 日本政治学会
- 日本行政学会
- 日本公共政策学会
- 日本比較政治学会
- 日本選挙学会
- 日本公民教育学会
- 日本公益学会
- American Political Science Association（国外）